# Lenacapavir
Lenacapavir, tên thương hiệu Sunlenca, là một loại thuốc kháng virus được sử dụng để điều trị và phòng ngừa nhiễm HIV/AIDS, dùng bằng đường uống hoặc tiêm dưới da. Lenacapavir là chất ức chế capsid của virus HIV-1 . 
Tác dụng phụ phổ biến gồm phản ứng tại vị trí tiêm và buồn nôn.
Lenacapavir được chấp thuận để điều trị y tế tại Liên minh Châu Âu vào tháng 8 năm 2022, tại Canada vào tháng 11 năm 2022, và tại Hoa Kỳ vào tháng 12 năm 2022. Đây là loại thuốc đầu tiên trong nhóm thuốc ức chế vỏ capsid được Cục Quản lý Thực phẩm và Dược phẩm Hoa Kỳ (FDA) chấp thuận để điều trị HIV/AIDS. Tháng 6 năm 2025, dược chất đã được chấp thuận tại Hoa Kỳ để phòng ngừa HIV.

## Chỉ định
Lenacapavir kết hợp với các thuốc kháng virus khác được chỉ định để điều trị HIV/AIDS. Thuốc được sử dụng cho người lớn có tình trạng kháng thuốc (tức là liệu pháp kháng virus hiện tại không hiệu quả), không dung nạp thuốc hoặc cân nhắc đến vấn đề an toàn.
Lenacapavir, còn gọi là Yeztugo, được chỉ định để điều trị dự phòng trước phơi nhiễm (PrEP) nhằm giảm nguy cơ nhiễm HIV-1 qua đường tình dục ở người lớn và thanh thiếu niên nặng hơn 35 kilôgam (77 lb) có nguy cơ mắc HIV-1.

## Cơ chế hoạt động
Lenacapavir hoạt động bằng cách liên kết trực tiếp các tiểu đơn vị protein có trên capsid dạng hexamer của virus HIV-1 (protein p24), can thiệp vào các bước quan trọng trong quá trình nhân lên của virus, bao gồm quá trình hấp thụ DNA tiền virus HIV-1 qua trung gian capsid, lắp ráp và giải phóng virus, sản xuất các tiểu đơn vị protein capsid và hình thành lõi capsid. Cục Quản lý Thực phẩm và Dược phẩm Hoa Kỳ coi đây là first-in-class medication (thuốc nguyên mẫu sử dụng "cơ chế hoạt động mới và độc đáo" để điều trị bệnh cụ thể) .

## Lịch sử
Lenacapavir do Gilead Sciences phát triển .
Tính an toàn và hiệu quả của lenacapavir đã được xác định thông qua một thử nghiệm lâm sàng đa trung tâm với 72 người tham gia có tình trạng nhiễm HIV kháng với nhiều loại thuốc điều trị HIV. Những người tham gia này dù đang dùng thuốc kháng vi-rút nhưng vẫn có nồng độ vi-rút cao trong máu. Họ được ghi danh vào một trong hai nhóm nghiên cứu. Một nhóm được phân bổ ngẫu nhiên để nhận lenacapavir hoặc giả dược theo hình thức mù đôi, và nhóm còn lại nhận lenacapavir nhãn mở (open-label). Tỷ lệ những người tham gia trong nhóm nghiên cứu ngẫu nhiên đạt được mức giảm vi-rút nhất định trong 14 ngày đầu so với ban đầu chính là thước đo sự hiệu quả của thuốc.
Năm 2024, lenacapavir được vinh danh là "Đột phá của năm 2024", trích dẫn "hiệu quả đáng kinh ngạc 100%" trong một thử nghiệm hiệu quả quy mô lớn ở phụ nữ để ngăn ngừa HIV và "hiệu quả 99,9% ở những người có giới tính khác nhau quan hệ tình dục với nam giới", đồng thời nhấn mạnh rằng nghiên cứu cung cấp "sự hiểu biết mới về cấu trúc và chức năng của protein capsid HIV" đã dẫn đến "thành công vượt trội" của loại thuốc này.

## Xã hội và văn hóa

### Tình trạng pháp lý
Tháng 6 năm 2022, Ủy ban thuốc sử dụng cho người (CHMP) của Cơ quan Y tế Châu Âu thông qua ý kiến tích cực, khuyến nghị cấp phép tiếp thị cho sản phẩm thuốc Sunlenca, dùng để điều trị cho người lớn bị nhiễm virus gây suy giảm miễn dịch ở người type 1 (HIV-1) kháng nhiều loại thuốc. Đơn vị nộp đơn xin cấp phép sản phẩm thuốc này là Gilead Sciences Ireland UC.
Lenacapavir đã được chấp thuận sử dụng cho mục đích y tế tại Liên minh Châu Âu vào tháng 8 năm 2022, tại Canada vào tháng 11 năm 2022, và tại Hoa Kỳ vào tháng 12 năm 2022.
Tháng 2 năm 2025, FDA đã chấp nhận đơn xin cấp thuốc lenacapavir hai lần một năm của Gilead Sciences theo hình thức xem xét ưu tiên. FDA phê duyệt lenacapavir để phòng ngừa HIV vào tháng 6 năm 2025. Dược chất sẽ được bán dưới tên thương hiệu Yeztugo.

### Kinh tế
Tính đến  năm 2024, dược chất Lenacapavir do Gilead Sciences sản xuất có trị giá 42,250 đô la Mỹ cho năm đầu tiên. Một nghiên cứu thực hiện vào tháng 7 năm 2024 cho thấy việc sản xuất hàng loạt thuốc generic cho phép đạt được biên lợi nhuận 30% với mức giá hàng năm là 40 đô la nếu được sử dụng bởi 10 triệu người. Các tác giả cho biết việc giảm đáng kể tỷ lệ nhiễm HIV trên toàn cầu có thể sẽ đòi hỏi 60 triệu người sử dụng thuốc này để phòng ngừa.
Năm 2025, Gilead Sciences đặt giá niêm yết cho Yeztugo là 28.218 đô la.

## Nghiên cứu
Các nghiên cứu đã được thực hiện về việc sử dụng lenacapavir ở những người chưa từng điều trị trước đó. Đối với những người đã được ức chế virus và chuyển phác đồ điều trị, các nghiên cứu ban đầu đã thử nghiệm tiêm lenacapavir kết hợp với truyền các kháng thể trung hòa rộng teropavimab và zinlirvimab, cũng như phối hợp lenacapavir với islatravir.
Một nghiên cứu thử nghiệm lâm sàng pha III đã kiểm tra hiệu quả của điều trị dự phòng trước khi phơi nhiễm HIV (PrEP). Nghiên cứu cho thấy tỷ lệ mắc bệnh là 0,00 (vì không có trường hợp nào xảy ra trong nhóm dùng lenacapavir) với khoảng tin cậy 95% là 0,00-0,04 với p< 0,001. Phản ứng tại chỗ tiêm dẫn đến việc ngừng thuốc ở 0,2% bệnh nhân dùng lenacapavir.
Một nghiên cứu pha III khác về lenacapavir đã đánh giá tỷ lệ mắc mới so với tỷ lệ nền ở nam giới. Nghiên cứu cho thấy tỷ số tỷ lệ mắc (incidence rate ratio) là 0,04 với khoảng tin cậy 95% từ 0,01 đến 0,18, với giá trị p< 0,001. Phản ứng tại vị trí tiêm khiến 1,2% bệnh nhân phải ngừng điều trị.
Lenacapavir đã được chứng minh là có hiệu quả trong dự phòng trước phơi nhiễm HIV (PrEP) ở phụ nữ dị tính luyến ái có giới tính sinh học là nữ tại châu Phi.